# Artyom
Artyom (russo:  Артём; IPA: [ɐrˈtʲɵm]) é uma cidade do Krai do Litoral, na Rússia, localizada no norte da Península de Muravyov-Amursky. Sua população era de 68887 em 1989, 64145 em 2002 e 102603 pessoas em 2010.

## História
A cidade foi fundada em 1924 perto da mina Zybunny, em homenagem ao revolucionário Fyodor Sergeyev, que era mais conhecido por seu apelido Artyom . Em 26 de outubro de 1938, foi-lhe concedido o status de cidade.[carece de fontes?]